# Le Glaive et la Balance (émission de télévision)
Ne doit pas être confondu avec le film Le Glaive et la Balance.
Le Glaive et la Balance est une émission de télévision française diffusée sur M6 entre 1987 et 1997 et présentée par Charles Villeneuve. Elle revient, par le biais d'affaires médiatiques comme l'affaire Grégory ou l'affaire Ben Barka, sur la justice française et son fonctionnement. 